# Leptotarsus (Longurio) testaceus
Leptotarsus (Longurio) testaceus is een tweevleugelige uit de familie langpootmuggen (Tipulidae). De soort komt voor in het Nearctisch gebied.